# تمدن چاوین
تمدن چاوین از تمدن‌های باستانی قاره آمریکای جنوبی است که از حدود سال‌های ۹۰۰ تا ۲۰۰ پیش از میلاد در رشته‌کوه‌های آند واقع در کشور امروزی پرو پدید آمد.
بقایای آثار شهرنشینی چاوین به ثبت جهانی یونسکو رسیده‌است. آثار هنری چاوین عمدتاً خلاقیت هنری بر سنگ به صورت مجسمه‌های سنگی، بناهای سنگی و سنگ نگاری بود. در مورد عقاید باستانی چاوین اطلاعات زیادی دردست نیست اما برخی از الهه‌های عصر اینکا را خدایان اساطیری چاوین دانسته‌اند.
طلا نیز در آن تمدن شناخته شده بوده و آثار طلاکاری زیادی از ناحیه زندگی چاوین دست آمده‌است.

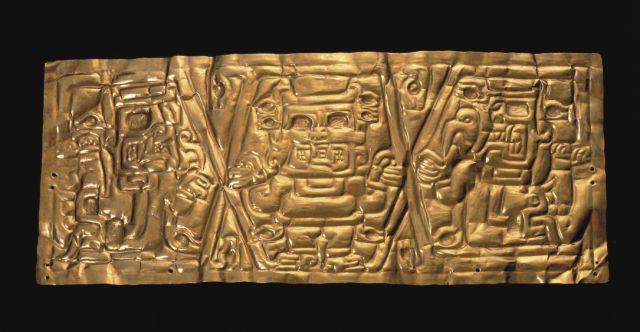
آثار طلاکاری بدست آمده در کشور پرو از تمدن چاوین که در لیما نگهداری می‌شود. قدمیت این آثار به هزاه نخست و اوایل هزاره دوم پیش از میلاد بازمی‌گردد.